# Thirmida venusta
Thirmida venusta är en fjärilsart som beskrevs av Paul Dognin 1900. Thirmida venusta ingår i släktet Thirmida och familjen tandspinnare. Inga underarter finns listade i Catalogue of Life.